# Семілеро еквадорський
Семілеро еквадорський (Amaurospiza aequatorialis) — вид горобцеподібних птахів родини кардиналових (Cardinalidae).

## Систематика
Тривалий час вважався підвидом семілеро синього (Amaurospiza concolor). У 2015 році Міжнародна спілка орнітологів вирішила виокремити таксон до рівня виду. Рішення було засноване на молекулярно-філогенетичному дослідженні, опублікованому в 2014 році. Однак Південноамериканський класифікаційний комітет Американського орнітологічного товариства (AOS) не прийняв таке розділення.

## Поширення
Вид поширений в Андах на південному заході Колумбії, Еквадорі та на півночі Перу.

## Опис
Дрібний птах, завдовжки до 11 см. Самець блідо-блакитного кольору; його корона світлішого відтінку. Верхня частина самиць корична, а нижня — коричнева.

## Спосіб життя
Живиться комахами та насінням.